# FIH Pro League maschile 2020-21
La FIH Pro League maschile 2020-21 è la seconda edizione del torneo organizzato dalla International Hockey Federation. Il torneo è iniziato il 18 gennaio 2020 e concluso il 30 maggio 2021.

## Formato
Il principio casa-trasferta è stato mantenuto, ma questo principio è stato suddiviso in due stagioni consecutive e funziona secondo il seguente esempio:
- nell'attuale stagione 2020-21, la squadra A ha ospitato la squadra B due volte in un paio di giorni.
- nella stagione successiva 2021-22, la squadra B ha ospitato la squadra A due volte in un paio di giorni.

Se una delle due partite giocate tra due squadre fosse stata annullata, il vincitore dell'altra partita avrebbe ricevuto il doppio dei punti.

## Interruzione della pandemia di COVID-19
A causa della pandemia di COVID-19, Hockey Australia ha deciso di sospendere tutti i viaggi internazionali delle sue squadre nazionali fino a nuovo avviso all'inizio di marzo. Successivamente Hockey New Zealand ha preso la stessa decisione.
Dichiarata la pandemia l'11 marzo, la FIH e tutte le Federazioni Nazionali partecipanti coinvolte nella competizione hanno deciso di sospendere tutte le partite in programma fino al 15 aprile. Inoltre, si è convenuto di mantenere l'edizione attuale, non si giocheranno partite dopo i Giochi della XXXII Olimpiade e a seconda dell'evoluzione della situazione e delle decisioni del pubblico autorità, ogni partita che potrà essere organizzata tra la fine di aprile e prima delle Olimpiadi dovrà essere giocata. Il 19 marzo la FIH ha annunciato che tutte le partite in programma fino al 17 maggio sarebbero state sospese. Il 24 aprile il campionato è stato prorogato fino a giugno 2021. La ripartenza per settembre 2020 è stata annunciata il 9 luglio. Poiché non tutte le partite si giocheranno prima della fine della stagione, la classifica finale sarà determinata dalla percentuale di punti anziché dal totale dei punti.
Il 28 maggio è stato annunciato che, nonostante gli sforzi delle federazioni coinvolte, le partite previste prima della data di annuncio sarebbero state le ultime dell'edizione.

## Classifica
| Pos | Squadra       | G  | V | SOW | SOL | P | GF | GS | DG  | %    |
| --- | ------------- | -- | - | --- | --- | - | -- | -- | --- | ---- |
| 1   | Belgio (C)    | 14 | 9 | 2   | 1   | 2 | 40 | 26 | +14 | ,762 |
| 2   | Australia     | 10 | 5 | 1   | 3   | 1 | 36 | 23 | +13 | ,667 |
| 3   | Germania      | 10 | 5 | 2   | 0   | 3 | 26 | 23 | +3  | ,633 |
| 4   | India         | 8  | 3 | 3   | 0   | 2 | 22 | 17 | +5  | ,625 |
| 5   | Paesi Bassi   | 12 | 5 | 2   | 2   | 3 | 32 | 29 | +3  | ,583 |
| 6   | Gran Bretagna | 12 | 4 | 0   | 3   | 5 | 25 | 25 | 0   | ,417 |
| 7   | Argentina     | 12 | 2 | 1   | 3   | 6 | 26 | 35 | −9  | ,306 |
| 8   | Nuova Zelanda | 10 | 2 | 1   | 0   | 7 | 18 | 34 | −16 | ,267 |
| 9   | Spagna        | 12 | 2 | 1   | 1   | 8 | 23 | 36 | −13 | ,250 |

## Risultati
| Luogo                      | Data                            | Partita       | Partita              | Partita       |
| -------------------------- | ------------------------------- | ------------- | -------------------- | ------------- |
| Bhubaneswar                | 18-1-2020                       | India         | 5 - 2                | Paesi Bassi   |
| Bhubaneswar                | 19-1-2020                       | India         | 3 - 3 (3 - 1 d.s.o.) | Paesi Bassi   |
| Valencia                   | 24-1-2020                       | Spagna        | 2 - 2 (3 - 4 d.s.o.) | Germania      |
| Valencia                   | 25-1-2020                       | Spagna        | 1 - 5                | Germania      |
| Sydney                     | 25-1-2020                       | Australia     | 2 - 2 (2 - 4 d.s.o.) | Belgio        |
| Sydney                     | 26-1-2020                       | Australia     | 2 - 4                | Belgio        |
| Valencia                   | 31-1-2020                       | Spagna        | 3 - 4                | Paesi Bassi   |
| Valencia                   | 1-2-2020                        | Spagna        | 2 - 4                | Paesi Bassi   |
| Sydney                     | 1-2-2020                        | Australia     | 4 - 4 (3 - 1 d.s.o.) | Gran Bretagna |
| Auckland                   | 1-2-2020                        | Nuova Zelanda | 2 - 6                | Belgio        |
| Sydney                     | 2-2-2020                        | Australia     | 5 - 1                | Gran Bretagna |
| Auckland                   | 2-2-2020                        | Nuova Zelanda | 1 - 3                | Belgio        |
| Buenos Aires               | 7-2-2020                        | Argentina     | 3 - 4                | Spagna        |
| Auckland                   | 8-2-2020                        | Nuova Zelanda | 1 - 1 (3 - 1 d.s.o.) | Gran Bretagna |
| Bhubaneswar                | 8-2-2020                        | India         | 2 - 1                | Belgio        |
| Buenos Aires               | 8-2-2020                        | Argentina     | 5 - 1                | Spagna        |
| Auckland                   | 9-2-2020                        | Nuova Zelanda | 0 - 3                | Gran Bretagna |
| Bhubaneswar                | 9-2-2020                        | India         | 2 - 3                | Belgio        |
| Buenos Aires               | 15-2-2020                       | Argentina     | 2 - 2 (1 - 3 d.s.o.) | Paesi Bassi   |
| Christchurch               | 15-2-2020                       | Nuova Zelanda | 1 - 4                | Spagna        |
| Christchurch               | 16-2-2020                       | Nuova Zelanda | 3 - 2                | Spagna        |
| Buenos Aires               | 16-2-2020                       | Argentina     | 2 - 3 (3 - 4 d.s.o.) | Paesi Bassi   |
| Bhubaneswar                | 21-2-2020                       | India         | 3 - 4                | Australia     |
| Bhubaneswar                | 22-2-2020                       | India         | 2 - 2 (3 - 1 d.s.o.) | Australia     |
| Christchurch               | 28-2-2020                       | Nuova Zelanda | 5 - 3                | Argentina     |
| Christchurch               | 1-3-2020                        | Nuova Zelanda | 2 - 3                | Argentina     |
| Perth                      | 28-2-2020                       | Australia     | 3 - 3 (1 - 3 d.s.o.) | Argentina     |
| Perth                      | 1-3-2020                        | Australia     | 5 - 1                | Argentina     |
| Düsseldorf                 | 22-9-2020                       | Germania      | 1 - 6                | Belgio        |
| Düsseldorf                 | 23-9-2020                       | Germania      | 1 - 1 (1 - 0 d.s.o.) | Belgio        |
| Amsterdam                  | 27-10-2020                      | Paesi Bassi   | 1 - 0                | Gran Bretagna |
| Amsterdam                  | 29-10-2020                      | Paesi Bassi   | 3 - 1                | Gran Bretagna |
| Bruxelles                  | 31-10-2020                      | Belgio        | 3 - 2                | Gran Bretagna |
| Bruxelles                  | 1-11-2020                       | Belgio        | 2 - 1                | Gran Bretagna |
| Bruxelles                  | 4-11-2020                       | Belgio        | 4 - 4 (3 - 1 d.s.o.) | Paesi Bassi   |
| Marlow trasferito a Londra | 14-11-2020 rinviato a 12-5-2021 | Gran Bretagna | 5 - 3                | Germania      |
| Marlow trasferito a Londra | 15-11-2020 rinviato a 13-5-2021 | Gran Bretagna | 3 - 1                | Germania      |
| Valencia                   | 5-2-2021                        | Spagna        | 2 - 3                | Belgio        |
| Valencia                   | 6-2-2021                        | Spagna        | 0 - 2                | Belgio        |
| Amsterdam                  | 6-3-2021                        | Paesi Bassi   | 2 - 4                | Germania      |
| Amsterdam                  | 7-3-2021                        | Paesi Bassi   | 1 - 3                | Germania      |
| Buenos Aires               | 3-4-2021                        | Argentina     | 2 - 3                | Germania      |
| Buenos Aires               | 4-4-2021                        | Argentina     | 0 - 3                | Germania      |
| Buenos Aires               | 10-4-2021                       | Argentina     | 2 - 2 (2 - 3 d.s.o.) | India         |
| Buenos Aires               | 11-4-2021                       | Argentina     | 0 - 3                | India         |
| Perth                      | 24-4-2021 rinviato a 26-6-2021  | Australia     | 7 - 3                | Nuova Zelanda |
| Perth                      | 25-4-2021 rinviato a 27-6-2021  | Australia     | 2 - 0                | Nuova Zelanda |
| Londra                     | 8-5-2021                        | Gran Bretagna | Annullato            | India         |
| Londra                     | 9-5-2021                        | Gran Bretagna | Annullato            | India         |
| Valencia                   | 12-5-2021 rinviato a 15-5-2021  | Spagna        | Annullato            | India         |
| Valencia                   | 13-5-2021 rinviato a 16-5-2021  | Spagna        | Annullato            | India         |
| Valencia                   | 15-5-2021                       | Spagna        | Annullato            | Australia     |
| Londra                     | 15-5-2021                       | Gran Bretagna | Annullato            | Argentina     |
| Valencia                   | 16-5-2021                       | Spagna        | Annullato            | Australia     |
| Londra                     | 16-5-2021                       | Gran Bretagna | Annullato            | Argentina     |
| Amsterdam                  | 18-5-2021                       | Paesi Bassi   | Annullato            | Nuova Zelanda |
| Amburgo                    | 18-5-2021 rinviato a 22-5-2021  | Germania      | Annullato            | India         |
| Amsterdam                  | 19-5-2021                       | Paesi Bassi   | Annullato            | Nuova Zelanda |
| Amburgo                    | 19-5-2021 rinviato a 23-5-2021  | Germania      | Annullato            | India         |
| Anversa                    | 22-5-2021                       | Belgio        | Annullato            | Argentina     |
| Londra                     | 22-5-2021                       | Gran Bretagna | 2 - 2 (1 - 3 d.s.o.) | Spagna        |
| Amburgo                    | 22-5-2021                       | Germania      | Annullato            | Nuova Zelanda |
| Anversa                    | 23-5-2021                       | Belgio        | Annullato            | Argentina     |
| Londra                     | 23-5-2021                       | Gran Bretagna | 2 - 0                | Spagna        |
| Amburgo                    | 23-5-2021                       | Germania      | Annullato            | Nuova Zelanda |
| Amsterdam                  | 23-5-2021                       | Paesi Bassi   | Annullato            | Australia     |
| Amsterdam                  | 24-5-2021                       | Paesi Bassi   | Annullato            | Australia     |
| Amburgo                    | 29-5-2021                       | Germania      | Annullato            | Australia     |
| Bhubaneswar                | 29-5-2021                       | India         | Annullato            | Nuova Zelanda |
| Amburgo                    | 30-5-2021                       | Germania      | Annullato            | Australia     |
| Bhubaneswar                | 30-5-2021                       | India         | Annullato            | Nuova Zelanda |
| Anversa                    | 30-5-2021                       | Belgio        | 0 - 4                | Paesi Bassi   |